# Синиця жовточерева

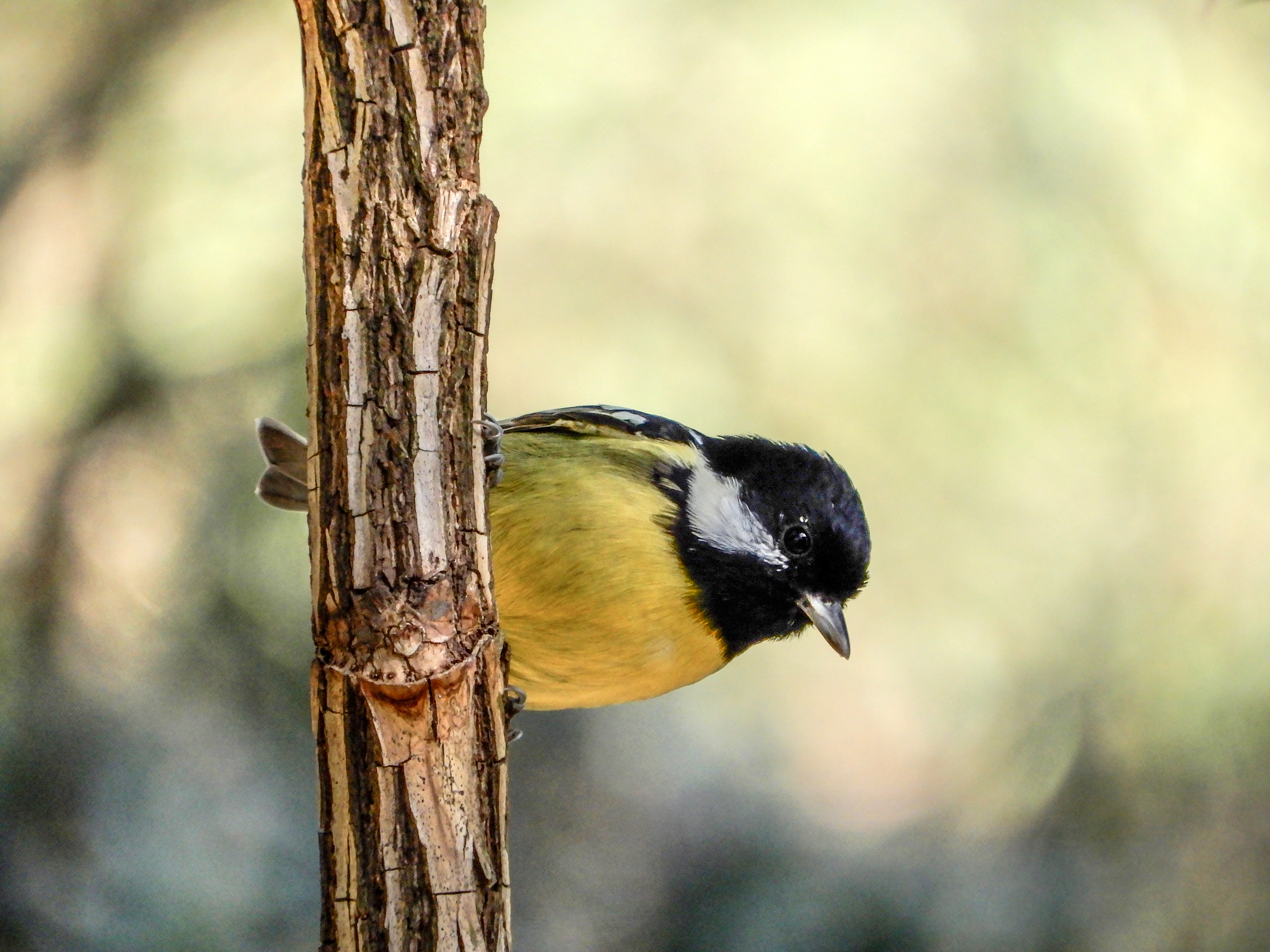
Самець жовточеревої синиці (Ботанічний сад в Ухані)

Синиця жовточерева (Pardaliparus venustulus) — вид горобцеподібних птахів родини синицевих (Paridae). Ендемік Китаю. Раніше цей вид відносили до роду Синиця (Parus) або Мала синиця (Periparus), однак за результатами молекулярно-генетичного дослідження, опублікованого в 2013 році, він був переведений до відновленого роду Pardaliparus.

## Опис
Довжина птаха становить 10-11 см, вага 9-12,5 г. Голова відносно велика, хвіст короткий. Виду притаманний яскраво виражений статевий диморфізм. У самців голова чорна, щоки білі, на потилиці велика біла пляма, над очима білі плямки. Груди і живіт яскраво-жовті, боки оливкові Спина блакитнувато-сіра, надхвістя сріблясте. Хвіст чорний з білими краями, на чорних крилах є дві білі смужки. Третьорядні махові пера мають білі кінчики, нижні покривні пера крил мають жовті края. Під час сезону розмноження забарвлення більш яскраве.
У самиць голова блакитнувато-сіра або оливково-сіра, горло біле, відділене від білих щок сірими "вусами", над очима бліді "брови". Молоді птахи мають подібне забарвлення, однак ще блідіше, їх спина і крила зеленувато-жовті, поцятковані світлими смугами, груди і живіт жовті з зеленуватим відтінком.

## Поширення і екологія
Жовточереві синиці поширені в Центральному, Південному і Східному Китаї. Взимку частина популяції мігрує в прибережні райони на південному сході країни. Бродячі птахи спостерігалися в Кореї, Японії і на Далекому Сході Росії. Вони живуть в субтропічних широколистяних і мішаних лісах, на висоті від 350 до 3050 м над рівнем моря. Живляться комахами та їх личинками, іноді ягодами і плодами, роблять запаси. Сезон розмноження триває в травні-червоні. Гніздо робиться з моху, листя, рослинних волокон і шерсті, розміщується в дуплах дерев. В кладці від 5 до 7 яєць, інкубаційний період триває приблизно 12 днів, пташенята покидають гніздо через 16-17 днів після вилуплення.